# Barış Akarsu

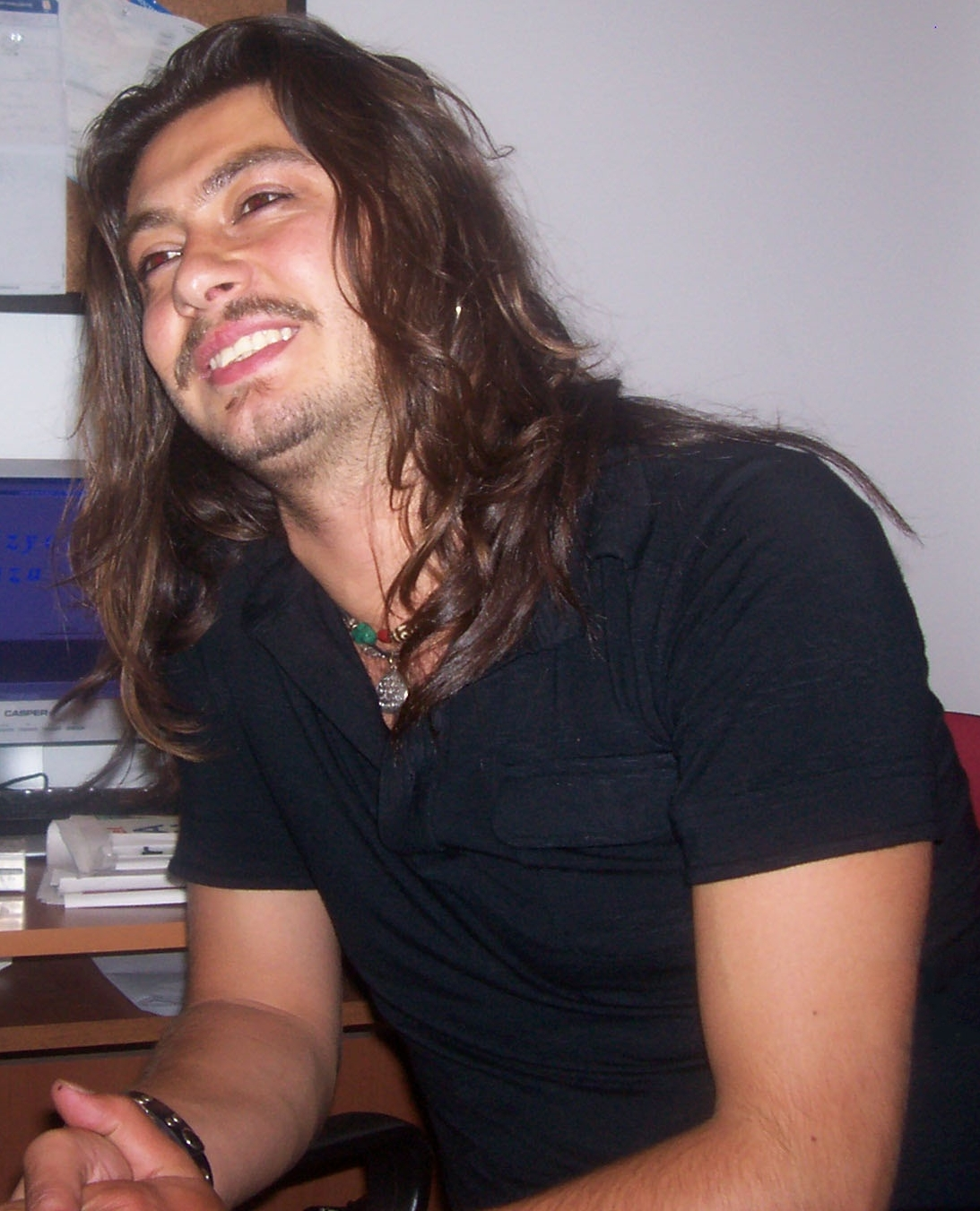
Barış Akarsu

Barış Akarsu (* 29. Juni 1979 in Bartın; † 4. Juli 2007 in Bodrum) war ein türkischer Rockmusiker und Schauspieler.

## Leben
Barış Akarsu kam am 29. Juni 1979 als Sohn von Hatice und Selahattin Akarsu auf die Welt. Die Grund- und Realschule sowie das Gymnasium schloss er in Amasra ab. 2004 gewann er die Castingshow Akademi Türkiye. Danach gab er Konzerte im ganzen Land. Im Sommer 2006 begann er mit den Dreharbeiten für die Serie Yalanci Yarim.
Auf dem Weg zur Feier seines 28. Geburtstags hatte Barış Akarsu einen Verkehrsunfall, an dessen Folgen er am 4. Juli 2007 verstarb. Unter den Toten war auch seine Verlobte. Die Serie wurde daraufhin abgesetzt.

## Veröffentlichungen
Am 14. Januar 2005 veröffentlicht er sein mit Serdar Öztop produziertes Album Islak Islak. Im selben Jahr drehte er Videos für die Lieder Islak Islak, Kimdir o, und Amasra.
17. August 2006 wurde das mit Ayhan Onurtas, Ergin Altynel und Ercüneyt Özdemir produzierte Album Düşmeden Bulutlarda Koşmam Gerek veröffentlicht. Ein Videoclip wird für den ersten Song
Vurdum en dibe kadar gedreht.

## Diskografie

### Alben
- 2004: Islak Islak
- 2006: Düşmeden Bulutlarda Koşmam Gerek
- 2008: Ayrılık Zamansız Gelir (+ DVD) - posthumes Album

### Singles
- 2004: Islak Islak
- 2004: Yollarda Bulurum Seni
- 2005: Kimdir O
- 2005: Amasra
- 2005: Mavi
- 2005: Gel Gör Beni Aşk Neyledi
- 2005: Bir Kasaba Akşamı
- 2006: Vurdum En Dibe Kadar
- 2006: Yaz Demedim
- 2006: Gözlerin
- 2007: Leyla
- 2008: Rüzgar (Bana Esmeyi Anlat)
- 2008: Bir Sevmek Bin Defa Ölmek Demekmiş
- 2008: Her Şeyi Yak[2]

## Filmografie
Serien
- 2006–2007: Yalancı Yarim

## Auszeichnungen
- 2007: Kral Türkiye Müzik Award in der Kategorie Bester Rockmusiker